# 梦想在望
《夢想在望》是林夕和梁翹柏的第一首2008年北京奧運會征集歌曲，主唱者是周筆暢。
這首歌的風格與孫楠的《在這裏》相同，表達了北京市是夢想成真的地方。

## 參看
- 《夢想在望》正式版MTV